# Liste der salvadorianischen Botschafter in Österreich
Die salvadorianische Botschaft in Österreich befindet sich in der Prinz-Eugen-Straße 72 in Wien.
Der Botschafter in Wien ist regelmäßig auch bei der Regierungen in Bratislava Budapest, Bukarest sowie Sofia akkreditiert und ist ständiger Vertreter der salvadorianischen Regierung beim United Nations Office at Vienna, Büro der Vereinten Nationen für Drogen- und Verbrechensbekämpfung, bei der Organisation der Vereinten Nationen für industrielle Entwicklung, bei der Internationalen Atomenergie-Organisation und bei der Organisation des Vertrags über das umfassende Verbot von Nuklearversuchen.
| Ernennung / Akkreditierung (Diplomatie) | Botschafter                     | Bemerkungen                                                                                               | ernannt von               | akkreditiert während der Regierung von | Posten verlassen |
| --------------------------------------- | ------------------------------- | --- | ------------------------- | -------------------------------------- | ---------------- |
| 1958                                    | Walter Béneke Medina            | [ 1 ] | José María Lemus López    | Julius Raab                            | 7. Apr. 1959     |
| 7. Apr. 1959                            | Juan Contreras Chávez           | ab 1966 Sitz in Bonn, Enviado Extraordinario y Ministro Plenipotenciario de El Salvador en Austria        | José María Lemus López    | Julius Raab                            | 1974             |
| 1981                                    | Juan Ricardo Ramirez Rauda      | Sitz in Bonn                                                                                              | José Napoleón Duarte      | Bruno Kreisky                          |                  |
| 21. Feb. 1991                           | José Saguer Saprissa            | Sitz in Bonn                                                                                              | Alfredo Cristiani Burkard | Franz Vranitzky                        |                  |
| 2002                                    | José Napoleón Mariona           | Geschäftsträger am 28. November 2003 auch in Warschau akkreditiert. 14. September 1997 Gesandter in Bonn. | Francisco Flores Pérez    | Wolfgang Schüssel                      |                  |
| 8. Sep. 2004                            | Byron Fernando Larios Lopez     | | Antonio Saca              | Wolfgang Schüssel                      |                  |
| 9. Mai 2007                             | Vanessa Eugenia Interiano Tobar | [ 3 ] | Antonio Saca              | Alfred Gusenbauer                      |                  |
| 9. März 2011 25. Juli 2011              | Mario Antonio Rivera Mora       | (* 1952 in Madrid), 2007–2010: ständiger Vertreter beim UNO-Hauptquartier.                                | Mauricio Funes            | Werner Faymann                         |                  |
| 2. Okt. 2014                            | Carmen María Gallardo Hernández | [ 5 ] | Salvador Sánchez Cerén    | Werner Faymann                         |                  |

Quelle: